# Грызлов, Борис Вячеславович
Бори́с Вячесла́вович Грызло́в (род. 15 декабря 1950, Владивосток, Приморский край, РСФСР, СССР) — российский государственный, политический и партийный деятель. Председатель Высшего совета партии «Единая Россия» c 20 ноября 2002 года. Полномочный представитель России в контактной группе по урегулированию ситуации на Украине (2015—2022).
Министр внутренних дел Российской Федерации (2001—2003). Председатель Государственной думы Российской Федерации IV и V созывов (2003—2011). Постоянный член Совета безопасности Российской Федерации (декабрь 2011 — апрель 2016).
14 января 2022 года Грызлов назначен чрезвычайным и полномочным послом Российской Федерации в Беларуси. С 10 июня 2022 — Чрезвычайный и полномочный посол РФ.
Из-за поддержки российской агрессии во время российско-украинской войны находится под персональными международными санкциями.

## Родители
Отец — Вячеслав Грызлов. Во время Великой Отечественной войны был военным лётчиком на Дальнем Востоке, позже работал в системе Минобороны. Мать — учительница.

## Биография
Родился 15 декабря 1950 года во Владивостоке. Через четыре года после рождения Бориса его семья переехала в Ленинград на новое место службы отца. Восемь лет проучился в средней школе № 327. В старших классах Борис учился в ленинградской политехнической школе № 211, которую и окончил с троечным аттестатом. Его одноклассником был будущий директор ФСБ Николай Патрушев.
В 1973 году окончил Ленинградский электротехнический институт связи им. М. А. Бонч-Бруевича (ЛЭИС) по специальности «Радиотехника» с присвоением квалификации радиоинженер. Тема диплома: «Наземный передатчик линии связи ИСЗ (искусственный спутник Земли)». Из 34 оценок во вкладыше диплома Ленинградского электротехнического института было 20 пятёрок. Был активным членом комитета комсомола, комиссаром стройотряда.
В студенческие годы Борис Грызлов снялся в эпизоде советского фильма «Земля Санникова» — он сидел за столиком в кафе, где проходила встреча главных героев.
По распределению попал во Всесоюзный НИИ мощного радиостроения им. Коминтерна, где занимался разработкой космических систем связи. В 1977 году поступил на работу в ленинградское производственное объединение «Электронприбор», прошёл путь от ведущего конструктора до директора крупного подразделения, где занимался разработкой интегральных схем новейших приборов для нужд обороны и народного хозяйства. В 1985 году становится освобождённым председателем профсоюзного комитета ПО «Электронприбор».
До августа 1991 года — член КПСС.
В 1990-е годы Грызлов, по-прежнему работая в ПО «Электронприбор», одновременно занимался предпринимательской деятельностью, став соучредителем нескольких фирм («Борг», «BG» (обе названы в честь Грызлова), «ПетроЗИЛ» и др.). С 1996 по 1999 год работал в сфере высшего образования. В частности, по его инициативе были созданы «Институт ускоренного обучения руководящих работников» и «Центральный институт работников городского хозяйства». В это же время он возглавлял учебно-методический центр новых технологий обучения Балтийского государственного технического университета имени Д. Ф. Устинова.
В 1998 году баллотировался в Законодательное собрание Санкт-Петербурга по 43 округу, но не прошёл, набрав 3,67 %. Начиная с осени 1999 года руководил штабом одного из кандидатов в губернаторы Ленинградской области В. А. Зубкова, потерпевшего поражение на тех выборах. В том же году Грызлову было предложено возглавить петербургское «Единство» (в поддержку независимых кандидатов). Борис Грызлов согласился, и был назначен руководителем избирательного штаба «Единство» в Санкт-Петербурге. Практически одновременно с этим возглавил Межрегиональный фонд делового сотрудничества «Развитие регионов».

### В Госдуме третьего созыва
В декабре 1999 года избран депутатом Госдумы по федеральному списку межрегионального движения «Единство». 12 января 2000 года избран руководителем фракции «Единство» в Госдуме. С мая 2000 года — представитель Думы по связям со странами «Большой семёрки».
С Грызловым связан лоббистский скандал — «дело Вороненкова — Новикова». В 2000 году представитель фирмы «Сибфорпост» (она занималась поставками продовольствия в северные районы России) Евгений Тростенцов познакомился с Денисом Вороне́нковым и Игорем Новиковым. Тростенцов хотел получить компенсацию из федерального бюджета за эти поставки и пролонгировать договоры поставок на следующий год. Вороненков сообщил, что этот вопрос можно решить только через руководство проправительственной депутатской фракции «Единство». За 60 тыс. долларов Вороненков провёл представителей этой фирмы к руководителям фракции — Борису Грызлову и Францу Клинцевичу. Вороненков представил партийным руководителям пришедших как бизнесменов, которые деньгами помогли партии «Единство» во время выборов. В ходе встречи партийные руководители обещали фирме содействие. В дальнейшем, по словам Тростенцова, Вороненков постоянно требовал деньги для передачи Грызлову и Клинцевичу, и собрал с бизнесмена 150 тыс. долларов. Бизнесмену удалось выйти на Клинцевича, который посоветовал написать заявление в правоохранительные органы. Для передачи Вороненкову и Новикову правоохранители подготовили специальные «меченые» купюры на сумму в 10 тыс. долларов и задержали в 2001 году обоих при непосредственной передаче им денег Евгением Тростенцовым. В отношении Вороненкова и Новикова было возбуждено уголовное дело по статье «Вымогательство». Однако вскоре дело развалилось. Прокуратура отказалась дать согласие на взятие под стражу обоих подозреваемых и прекратила уголовное дело в их отношении, посчитав, что переданные средства были возвращением долга Тростенцова Вороненкову и Новикову. Более того, начальник Центрального регионального управления по борьбе с организованной преступностью МВД России полковник Михаил Игнатов, который вёл это дело, сам был обвинён в том, что вымогал взятку у Елены Чайковской (матери Игоря Новикова) за освобождение её сына. Потерпевшими стали Вороненков и Новиков. Хотя Московский городской суд оправдал Игнатова по эпизоду о вымогательстве взятки, полковник провёл до приговора более 2-х лет в СИЗО. 10 тыс. «помеченных» долларов исчезли. Евгений Тростенцов был вынужден бежать за границу, где находился, пока возбуждённое в отношении него уголовное дело не закрыли за отсутствием состава преступления. Денис Вороненков же в 2011 году был избран депутатом Государственной Думы по партийному списку КПРФ.
В мае 2001 года Грызлов под руководством В. А. Ачкасова защитил диссертацию по теме «Политические партии и российские трансформации. Теория и политическая практика» (философский факультет СПбГУ), получив степень кандидата политических наук.

### На посту главы МВД
Борис Грызлов — единственный министр внутренних дел России, не имевший генеральских погон.
28 марта 2001 года назначен министром внутренних дел России. Спустя месяц включён в состав Совета Безопасности Российской Федерации. Говоря о назначении Грызлова, Путин подчеркнул, что это чисто «политическое назначение». В качестве министра Грызлов прославился делом «оборотней в погонах» — расследованием должностных преступлений офицеров милиции, фабриковавших дела и вымогавших деньги.
Через два месяца после назначения на пост министра внутренних дел Грызлов начал структурную реформу в МВД. Было создано семь главных управлений МВД по федеральным округам с заявленной целью: организовать единую вертикальную правоохранительную систему, которая связывает федеральный центр и регионы. В июле 2001 года поправки в закон «О милиции» изменили порядок назначения глав органов МВД в регионах. В новой редакции было исключено обязательное согласование их кандидатур с администрациями субъектов России, оно было заменено на учёт мнения регионов.
Грызлов на посту главы МВД внёс изменения в работу Государственной инспекции по безопасности дорожного движения (ГИБДД). Так, в дополнение к существующему названию было возвращено прежнее наименование — ГАИ (государственная автоинспекция). В мае 2002 года Грызлов запретил оценивать работу ГИБДД по количеству обнаруженных нарушений правил дорожного движения. Грызлов также ввёл нормы по времени прибытия нарядов ГАИ на место дорожно-транспортного происшествия.
12 августа 2002 года по инициативе Бориса Грызлова для детей сотрудников органов внутренних дел и военнослужащих внутренних войск МВД России, погибших при проведении контртеррористических операций в Северо-Кавказском регионе, было создано Санкт-Петербургское суворовское военное училище МВД. 10 сентября Грызлов издал приказ № 870, согласно которому к митингующим российским гражданам можно применять силовые методы — вплоть до стрельбы на поражение. Также в документе неоднократно упоминаются так называемые фильтрационные пункты — временные неофициальные места содержания задержанных. Существование подобных пунктов в МВД долго отрицали. Между тем, адвокаты и журналисты говорят о неоднократно зарегистрированных фактах избиений и пыток задержанных в фильтрационных пунктах.
20 ноября 2002 года высший совет «Единой России» избрал его на пост председателя высшего совета партии.

### В Госдуме четвёртого созыва
На выборах в Госдуму в декабре 2003 года Грызлов вошёл в центральный список предвыборного блока «Единая Россия» (вместе с руководителем МЧС России Сергеем Шойгу, мэром Москвы Юрием Лужковым, президентом Татарстана Минтимером Шаймиевым). По результатам выборов «Единая Россия» получила конституционное большинство в парламенте. В декабре 2003 года фракция «Единой России» была зарегистрирована в составе 300 депутатов из 447 возможных.
24 декабря 2003 года Грызлов подал президенту России Владимиру Путину заявление об увольнении с поста главы МВД России в связи с избранием депутатом Госдумы четвёртого созыва. В тот же день возглавил думскую фракцию «Единая Россия».
29 декабря 2003 года избран председателем Государственной думы четвёртого созыва большинством голосов — 352 голоса, других кандидатур на голосование не выносилось.
Грызлов заявил, что фракция «Единой России» намерена добиваться достижения целей, о которых говорил президент Владимир Путин: это удвоение ВВП, борьба с бедностью и модернизация вооружённых сил. Грызлов также сказал, что среди приоритетных целей фракции выделяется «достижение прогресса в сфере образования, здравоохранения, обеспечения россиян жильём, повышения зарплат, пенсий, социальных пособий».
Поскольку «Единая Россия» получила в Госдуме большинство депутатских мандатов, она могла проводить законодательные инициативы правительства, преодолевая сопротивление оппозиции. Глава КПРФ Геннадий Зюганов по этому поводу говорил, что Госдума «превращается в штамповочный цех, где автоматически штампуют подготовленные кем-то и даже не в нашей стране законы, ликвидирующие как социальные гарантии, так и страну в целом».
Вследствие избрания председателем Госдумы Борис Грызлов приобрёл статус постоянного члена в Совете Безопасности России.

### В Госдуме пятого созыва
2 декабря 2007 года «Единая Россия», во главе избирательного списка которой стоял Владимир Путин, снова победила на парламентских выборах с большим перевесом. 24 декабря Грызлов вновь избран председателем Государственной Думы.
В мае 2008 года, после инаугурации нового президента России Дмитрия Медведева, Грызлов ушёл с должности лидера партии «Единая Россия». Партию возглавил Владимир Путин, а Грызлов остался на посту председателя высшего совета «Единой России».

### В Госдуме шестого созыва
После выборов в Государственную Думу шестого созыва Грызлов 14 декабря 2011 года ушёл с поста председателя Госдумы и отозвал свой депутатский мандат, объясняя это тем, что неправильно возглавлять Госдуму более двух сроков подряд.

### Карьера после 2011 года
24 декабря 2011 года указом президента России оставлен в составе Совета безопасности в качестве постоянного члена. 25 мая 2012 года вновь утверждён постоянным членом Совета Безопасности Российской Федерации.
10 ноября 2012 года указом президента России назначен членом и председателем Наблюдательного совета государственной корпорации по атомной энергии «Росатом».
С 26 декабря 2015 года — полномочный представитель России в трёхсторонней Контактной группе по урегулированию ситуации на востоке Украины.
12 апреля 2016 года указом президента России Владимира Путина исключён из состава Совета Безопасности РФ.
В декабре 2016 года избран председателем совета директоров корпорации «Тактическое ракетное вооружение».
20 марта 2017 года возглавил попечительский совет Экспертного института социальных исследований.
Борис Грызлов входит в состав Общественно-попечительского совета Кронштадтского Морского собора во имя Святителя Николая Чудотворца. Возглавляет попечительский совет Собора Феодоровской иконы Божией Матери в Санкт-Петербурге.
14 января 2022 года назначен чрезвычайным и полномочным послом Российской Федерации в Беларуси.
В 2022 году стал одним из представителей России на российско-украинских переговорах по урегулированию российско-украинской войны.
10 июня 2022 года присвоен высший дипломатический ранг — чрезвычайный и полномочный посол.

## Изобретательство
Грызлов — соавтор (совместно с В. И. Петриком, академиком РАЕН) изобретения (патент RU 2345430 C1, заявка подана 10.09.2007) «способ очистки жидких радиоактивных отходов» с помощью нанотехнологий. По мнению академика Круглякова, председателя Комиссии по борьбе с лженаукой, «в истории Государственной Думы с царских времён это первый случай, когда председатель парламента, обременённый множеством важнейших государственных обязанностей, нашёл-таки время на оформление сложного технологического патента». По словам Петрика, установка по изобретённой технологии превращала радиоактивную воду в питьевую, однако, согласно расследованию академика Круглякова, испытания показали, что установка не обеспечила декларированных показателей очистки: даже при пониженной производительности установки допустимая удельная активность стронция-90 в воде на выходе установки была превышена в 4—8 раз. По словам Грызлова на встрече с журналистами, проходившей в Радиевом институте 9 ноября 2007 года, установка Петрика очищает радиоактивную воду с активностью 2,5—3 тысячи беккерелей/литр до уровня 1 беккерель/литр, однако, согласно расследованию академика Круглякова, ничего похожего во время испытаний не было. В интервью изданию «Газета.ру» 19 марта 2010 года Грызлов, тем не менее, заявил:
Я со школы занимался научной работой, я по характеру инженер-исследователь, занимался достаточно серьёзными технологиями. И имею ряд достижений, которые внедрены в промышленность. Сейчас, насколько позволяет время, занимаюсь вопросами экологии. Одно из исследований позволило оформить патент на способ очистки от радиоактивных отходов. Этот способ прошёл обкатку на Теченских каскадах, где находятся отбросы радиоактивных вод. Могу сказать, что коэффициент очищения превышает сто, и им можно гордиться.
В октябре 2010 года журналист газеты «Советская Россия» (близкой к КПРФ) в интервью с замдиректора Института ядерной физики Эдуардом Кругляковым сказала: «В то же время Грызлов отменил своё соавторство на патент Петрика, не хочет быть запатентованным другом?» — Кругляков ответил, что Грызлов «пытается отмежеваться от Петрика». Кругляков при этом подчеркнул, что «за этим патентом ничего нет», «никакой технологии очистки от радиоактивности у Петрика нет», негативно оценив покровительство Петрику со стороны Грызлова. Он также сказал, что вода, пропущенная через «фильтры Петрика», опасна.

## Грызлов и Виктор Петрик
Грызлова и автора спорных исследований Виктора Петрика связывает не только соавторство патента на способ очистки жидких радиоактивных отходов.
20 января 2009 года на Международной конференции «Чистая вода» Грызлов сообщил, что система очистки воды, которую изобрёл Петрик, победитель конкурса партии «Единая Россия» на лучшие системы очистки воды 2008 года, «позволяет получать воду высочайшего качества, которое недостижимо в других системах». Согласно расследованию академика Круглякова, крупнейшие производители фильтров для очистки воды не были оповещены о конкурсе и, соответственно, в нём не участвовали. Сравнение работы фильтров Петрика с фильтрами трёх других производителей показало, что по большинству анализируемых параметров все четыре фильтра практически идентичны. Значительное отличие было лишь в цене: стоимость фильтра Петрика оказалась в 2,5—3,5 раза выше остальных.
Там же Петрик поблагодарил Грызлова и Кириенко за личное участие в его разработке очистки жидких радиоактивных отходов. Благодаря этому участию Петрику удалось опробовать разработки на челябинском «могильнике». Петрик также сообщил, что благодаря «Единой России» в Сосновом Бору строится первый в мире завод по переработке жидких радиоактивных отходов.
3 апреля 2009 года на секции «Инновации: производство полезных вещей» Форума «Стратегия 2020. Новая тактика» Петрик напомнил сделанное полтора года назад Грызловым заявление, что скоро появятся окна, стёкла в которых будут преобразовывать энергию. По словам Петрика, «сейчас такие стёкла разработаны, и в ближайшее время есть возможность выйти на их промышленное производство».
5 апреля 2009 года по протекции Грызлова, обратившегося в РАН с просьбой «посмотреть работу Петрика», был организован визит Петрика в Институт общей и неорганической химии имени Н. С. Курнакова (ИОНХ РАН, Москва).
8 апреля 2009 года председатель комитета по природопользованию и экологии Архангельского областного собрания депутатов, региональный координатор проекта «Чистая вода» Андрей Фатеев оценил общую стоимость региональной программы «Чистая вода» по установке систем водоочистки компании «Золотая формула», руководимой Петриком, в 96 миллионов рублей. Для того, чтобы реализовать программу в нынешних экономических условиях, Фатеев намерен ходатайствовать перед федеральным куратором программы Грызловым о поддержке и выделении средств из федерального бюджета.
22 апреля 2009 года в ИОНХ РАН прошло первое заседание попечительского совета выставки «Инновации и технологии» под председательством Грызлова, где после заслушивания доклада Петрика «Об инновационных открытиях в области фуллеренов, современных технологий получения наноматериалов и альтернативной энергетики» было констатировано в протоколе заседания за подписью Грызлова, что «открытые В. И. Петриком эффекты представляют существенный научный интерес» и было принято решение «организовать рабочие группы при соответствующих институтах для научного сопровождения упомянутых выше изобретений и технологий».
18 июня 2009 года по просьбе Грызлова делегация РАН во время XXIV Чугаевской конференции в Санкт-Петербурге посетила лаборатории В. И. Петрика. Опубликованные затем на сайте Петрика видеоролики с похвалами академиков в его адрес вызвали бурное обсуждение в Интернете, резкие возражения ряда членов РАН и Клуба научных журналистов. После выступления от имени Отделения физических наук РАН академика В. Е. Захарова на общем собрании РАН 16 декабря 2009 года президент РАН Ю. С. Осипов предложил обсудить данный вопрос в группе специалистов РАН под руководством академика Э. П. Круглякова, председателя Комиссии по борьбе с лженаукой и фальсификацией научных исследований.
31 декабря 2009 года в интервью Петрик заявил: «Грызлов — блистательный учёный! Вы знаете, сколько ночей он провёл со мной в этих лабораториях? Ещё когда его никто не знал, ещё не политиком».

## Грызлов против Комиссии по борьбе с лженаукой
Широкую известность в России получили критические высказывания Грызлова в 2010 году в адрес Комиссии по борьбе с лженаукой и фальсификацией научных исследований, научно-координационной организации при Президиуме РАН.
28 января 2010 года на первом Всероссийском форуме глобального развития «5+5», в котором принимали участие представители кадровых резервов президента РФ и «Единой России», Грызлов заявил, что его очень удивляет, как «отдел по лженауке» в РАН может «брать на себя ответственность и говорить, что является лженаукой, а что — нет». Грызлов назвал такую деятельность мракобесием.
29 января 2010 года председатель Комиссии по борьбе с лженаукой академик Э. П. Кругляков в интервью агентству РИА Новости прокомментировал высказывания Грызлова. Кругляков заявил, что право определять, что является наукой, а что не является, принадлежит именно научному сообществу, в частности, Академии наук, а не чиновникам. Он напомнил, что 22 апреля 2009 года Грызлов подписал протокол заседания попечительского совета форума «Инновации и технологии», в котором утверждалось, что «открытые Петриком эффекты представляют существенный научный интерес». «Это решение принимали люди, мало понимающие в науке. Совершенно непонятно, как без научной экспертизы можно было принять заключение о том, что технологии Петрика представляют научный интерес?», — сказал Кругляков. Также Кругляков выразил мнение, что обвинения в мракобесии в адрес РАН и, в частности, комиссии РАН по борьбе с лженаукой, которые прозвучали в выступлении Грызлова, вызваны критикой учёных в адрес Петрика, который создал ряд спорных разработок и был соавтором председателя в полученном патенте на способ очистки жидких радиоактивных отходов. По мнению Круглякова, «утверждения о том, что эта технология позволяет чистить радиоактивную воду до состояния питьевой воды высшего качества, не соответствуют действительности». Кругляков утверждал, что специалисты из челябинского ФГУП «Маяк», которые участвовали в испытаниях этой установки, пришли к выводу, что её показатели далеки от заявленных, о чём, в частности, говорилось в бюллетене комиссии. «Вот это всё, наверное, и вызывает раздражение», — сказал учёный.
19 марта 2010 года в редакции издания Газета.ру прошло онлайн-интервью с Грызловым. Первым Грызлову был задан «самый популярный у аудитории, чаще других задаваемый» вопрос. Этот вопрос был посвящён обвинениям Грызлова в адрес Комиссии по борьбе с лженаукой. Грызлов согласился с популярностью вопроса, сообщив, что получил 6000 обращений на эту тему в своём «Живом журнале». Отвечая, Грызлов вспомнил травлю учёных и изобретателей (в частности, Николая Вавилова). Он заявил, что, по его мнению, «сегодня есть те силы, которые не хотят, чтобы РФ превращалась в Державу, которая имеет высокие технологии, в страну, которая реализует план нашего президента о модернизации, и эти силы пресекают развитие новых идей». В заключение Грызлов сказал: «Поэтому какие-то отдельно взятые учёные не имеют права претендовать на истину высшей инстанции. Я буду претворять в жизнь эту позицию».
22 марта 2010 года в интервью Газете.ру Кругляков прокомментировал высказывание Грызлова: «„Отдельно взятый“ спикер тоже не имеет права принимать судьбоносные решения. Каждый должен заниматься своим делом. У спикера главное дело — принимать законы. Я могу высказывать советы по поводу законов, но никому не могу их навязывать…». Он подчеркнул, что «не Академия наук СССР травила Вавилова, и решение о том, что правильно, а что неправильно, принималось в бюро ЦК ВКП(б) в присутствии товарища Сталина и по его инициативе». «Так что когда власть безапелляционно вмешивается в науку, это никуда не годится и просто опасно», — сказал Кругляков. В ходе интервью он опроверг высказанные Грызловым обвинения в адрес комиссии.

## Критика
В открытом письме от 13 марта 2010 года академика В. Е. Захарова депутату Государственной Думы В. С. Селезнёву с разъяснением вопросов деятельности Комиссии по борьбе с лженаукой утверждается:
Здесь нельзя не упомянуть скандальное сотрудничество авантюриста В. И. Петрика со спикером Государственной Думы Б. В. Грызловым. Поскольку лженаука легко уязвима для научной экспертизы, лжеучёные используют всевозможные административные рычаги, чтобы научную критику задушить, что никак не способствует развитию демократии в стране. Кроме того, воюя с элементарным здравым смыслом, они отравляют атмосферу в обществе, уже и так изрядно отравленную всякого рода экстрасенсами, телепатами и колдунами. Прежде чем призывать рассмотреть вопрос о целесообразности существования Комиссии по лженауке при Российской академии наук, задумайтесь о том, что лженаука подменяет разумную деятельность фикцией, провоцирует коррупцию, тормозит модернизацию и подрывает оборонный потенциал страны.
Негативно оценили сотрудничество Грызлова и Петрика некоторые российские политики. Так, представители КПРФ, критикуя Грызлова и Петрика, высказали предположения, что проект «Чистая вода» будет использован для хищения бюджетных средств. В частности, депутат от КПРФ Нина Останина, высказав мнение о коррупционности проекта «Чистая вода», сказала: «Факт, что в этом задействовано четвёртое лицо в государстве, ещё более влияет на негативную оценку власти со стороны общества».

## Международные санкции
Из-за поддержки российской агрессии и нарушения территориальной целостности Украины во время российско-украинской войны находится под персональными международными санкциями разных стран. С 12 марта 2022 года находится под санкциями всех стран Европейского союза. С 31 декабря 2020 года находится под санкциями Великобритании. С 6 августа 2014 года находится под санкциями Канады. С 16 марта 2022 года находится под санкциями Швейцарии. С 1 октября 2020 года находится под санкциями Австралии. Указом президента Украины Владимира Зеленского от 19 октября 2022 года находится под санкциями Украины.
23 февраля 2024 года был включён в блокирующий санкционный список США из-за причастности к депортации украинских детей в Россию.

## Личная жизнь
- Жена — Ада Викторовна Корнер, дочь Героя Советского Союза контр-адмирала В. Д. Корнера, участника войны с Японией (1945 г.). Окончила ЛЭИС. Проректор «Института ускоренного обучения руководящих работников» в Санкт-Петербурге[67]. Ректор Национального открытого института России[68]. Сотрудничает с бывшим телеведущим Александром Невзоровым в рамках коммерческих и некоммерческих проектов, связанных с конным спортом[69].
- Сын — Дмитрий, 1979 года рождения, выпускник Северо-западной академии государственной службы по специальности «юрист», ведёт на городском кабельном телеканале программу «Территория свободы». В марте 2009 года баллотировался в совет муниципального округа Георгиевский Санкт-Петербурга, однако проиграл выборы[70], публично обвинив в фальсификации голосования[71] руководителей петербургской «Единой России».
- Дед Грызлова, Леонид Матвеевич Грызлов, родился в 1889 году. Учился в Тульской духовной семинарии, был псаломщиком в церкви села Бахметьево Епифанского уезда (ныне это территория Богородицкого района). В 1913 году был определён, а вскоре рукоположен во священники Знаменского храма села Знаменское-Мышенки Епифанского уезда (ныне Куркинский район). Кроме службы в церкви, он одновременно учительствовал в земской начальной школе, стоявшей на берегу речки Непрядвы. У него и его супруги, Александры Фёдоровны, было несколько детей, один из которых, Вячеслав, и был родным отцом будущего Председателя Госдумы.

По словам писателя-сатирика Михаила Задорнова, Грызлов любил играть на гитаре и рояле, а также петь, но на телевидении никогда не демонстрировал свои таланты.

## Доход
Официально задекларированный доход Бориса Грызлова за 2009 год составил 16 млн рублей.

## Награды и звания
- Орден «За заслуги перед Отечеством» I степени (15 декабря 2020) — за выдающиеся заслуги в укреплении российской государственности и реализации внешнеполитического курса Российской Федерации, значительный вклад в развитие оборонно-промышленного комплекса страны и многолетнюю добросовестную работу[75].
- Орден «За заслуги перед Отечеством» II степени (15 декабря 2005) — за выдающийся вклад в укрепление российской государственности, развитие парламентаризма и многолетнюю добросовестную работу[76].
- Орден «За заслуги перед Отечеством» III степени (21 мая 2008) — за заслуги в законотворческой деятельности, укреплении и развитии российской государственности[77].
- Орден Александра Невского (15 декабря 2010) — за особые личные заслуги перед Отечеством в деле государственного строительства и укрепления международного авторитета России[78][79].
- Орден Почёта (20 декабря 2000) — за активную законотворческую и общественную деятельность[80].
- Орден «Достык» I степени (Казахстан).
- Орден Почёта (Беларусь, 21 марта 2024) — за добросовестный плодотворный труд, высокий профессионализм, значительный вклад в реализацию инвестиционного проекта по строительству Белорусской атомной электростанции[81].
- Юбилейный знак «80-летие освобождения Гомеля от немецко-фашистских захватчиков» (Гомель, Беларусь, 25 ноября 2023)[82].
- Орден Почёта (Приднестровье, 5 сентября 2006) — за личный вклад в развитие и укрепление дружбы и сотрудничества между Российской Федерацией и Приднестровской Молдавской Республикой, активную деятельность в области защиты прав и интересов соотечественников и в связи с 16-й годовщиной со дня образования Приднестровской Молдавской Республики[83].
- Благодарность президента Российской Федерации (28 декабря 2006) — за заслуги в подготовке и проведении встречи глав государств и правительств стран — членов «Группы восьми» в городе Санкт-Петербурге[84].
- Почётная грамота Правительства Российской Федерации (15 декабря 2005) — за заслуги перед государством и многолетний добросовестный труд[85].
- Медаль Столыпина П. А. II степени (15 декабря 2011) — за заслуги в укреплении российской государственности, развитии парламентаризма и многолетнюю добросовестную работу[86].
- Орден «Содружество» (10 февраля 2006, Межпарламентская ассамблея СНГ) — за активное участие в деятельности Межпарламентской Ассамблеи и её органов, вклад в укрепление дружбы между народами государств — участников Содружества[87].
- Юбилейная медаль «МПА СНГ. 25 лет» (13 октября 2017, Межпарламентская ассамблея СНГ) — за заслуги в деле развития и укрепления парламентаризма, за вклад в развитие и совершенствование правовых основ функционирования Содружества Независимых Государств, укрепление международных связей и межпарламентского сотрудничества[88].
- Звание «Почётный гражданин города Владивостока» (29 июня 2006)[89].
- Почётный доктор Российско-Таджикского (Славянского) университета.
- Кандидат политических наук.
- Чрезвычайный и полномочный посол (2022).
- Орден Славы и чести II степени (14 сентября 2013, Русская православная церковь)[90].
- Орден Преподобного Сергия Радонежского II степени (2025, Русская православная церковь)[91].
- Орден святителя Кирилла Туровского I степени (2023, Белорусская православная церковь)[92].

## Известные высказывания

### «Парламент — не место для дискуссий»
29 декабря 2003 года, в день избрания председателем Госдумы, отвечая на вопрос депутата Елены Драпеко — как «Единая Россия» собирается поддерживать межфракционный внутриполитический диалог, если в члены совета Госдумы предлагается ввести не лидеров фракций, Грызлов сказал (согласно стенограмме заседания):

Я считаю, что такой формат Совета Думы будет предполагать конструктивную законодательную деятельность. Мне кажется, что Государственная Дума — это не та площадка, где надо проводить политические баталии, отстаивать какие-то политические лозунги и идеологии, это та площадка, где должны заниматься конструктивной, эффективной законодательной деятельностью. У нас с вами есть возможность обсуждать вопросы во время парламентских слушаний. Безусловно, будет общение между лидерами фракций. И я думаю, что Совет Думы именно в таком формате будет работать наиболее конструктивно.

По решению Грызлова в 2004 году в структуре Государственной Думы было упразднено Аналитическое управление (в настоящее время вновь создано).
В дальнейшем эту фразу Грызлова журналисты превратили в «Парламент — не место для дискуссий», в такой форме она получила большую известность. Так, агентство REGNUM, цитируя фрагмент стенограммы с речью Грызлова, интерпретирует его именно как «Парламент — не место для дискуссий». Газета «Ленинградская правда» подчёркивает: «Свидетельств о том, что именно в таком виде её и произнёс спикер Госдумы, найти не удаётся».

### «И всё-таки она вертится»
В ходе онлайн-интервью изданию Газета.ру Грызлов произнёс:

Теперь то, что касается Комиссии по лженауке. К сожалению, так они сами себя называют. Хотя термин лженаука уходит далеко в Средние Века. Мы можем вспомнить Коперника, которого сожгли за то, что он говорил «А Земля всё-таки вертится».

На самом деле Николай Коперник умер своей смертью в возрасте 70 лет, на костре же за антицерковные высказывания сожгли Джордано Бруно, который также проповедовал гелиоцентрическую систему Коперника, а фразу «И всё-таки она вертится!» приписали Галилео Галилею много лет спустя после его смерти. В официальном тексте интервью также было вырезано сожаление о названии комиссии.

### Другие высказывания
- «Борис Грызлов грызёт козлов»[98].
- «Мы, русские, хотим жить в дружбе с другими, и эта черта не присуща другим национальностям»[99].